# Jealous (singel TVXQ)
Jealous – czterdziesty szósty singel południowokoreańskiego zespołu TVXQ, wydany w Japonii 21 listopada 2018 roku przez Avex Trax. Został wydany w trzech edycjach: regularnej CD, limitowanej CD+Photobook oraz „Bigeast”. Osiągnął 1 pozycję w rankingu Oricon i pozostał na liście przez 10 tygodni, sprzedał się w nakładzie 102 361 egzemplarzy w Japonii. Singel zdobył status złotej płyty.

## Lista utworów
| CD | CD                                               | CD    | CD                                                 | CD                                                 | CD      |
| Nr | Tytuł utworu                                     | Tekst | Kompozycja                                         | Aranżacja                                          | Długość |
| -- | ------------------------------------------------ | ----- | -------------------------------------------------- | -------------------------------------------------- | ------- |
| 1. | „Jealous”                                        | H.U.B | Chris Wahle, Didrik Thott, Chris Meyer             | Chris Wahle, Didrik Thott, Chris Meyer             | 3:16    |
| 2. | „Daisuki datta” (jap. 大好きだった)              | H.U.B | Jean Yves Ducornet, Benjamin Groff, Calanit Ledani | Jean Yves Ducornet, Benjamin Groff, Calanit Ledani | 4:43    |
| 3. | „Jealous” (Less Vocal)                           |       | Chris Wahle, Didrik Thott, Chris Meyer             | Chris Wahle, Didrik Thott, Chris Meyer             | 3:16    |
| 4. | „Daisuki datta” (jap. 大好きだった) (Less Vocal) |       | Jean Yves Ducornet, Benjamin Groff, Calanit Ledani | Jean Yves Ducornet, Benjamin Groff, Calanit Ledani | 4:43    |

## Notowania
| Lista                             | Pozycja |
| --------------------------------- | ------- |
| Oricon Weekly Singles Chart       | 1       |
| Oricon Yearly Singles Chart       | 69      |
| Billboard Japan Hot 100           | 1       |
| Billboard Japan Top Singles Sales | 1       |